# Galgengraben (Neckar)
Der Galgengraben  ist ein 3,7 Kilometer langer, südlicher und rechter Zufluss des Neckars bei Rottenburg im baden-württembergischen Landkreis Tübingen.

## Geographie

### Verlauf
Der Galgengraben entsteht im Rammert südlich von Rottenburg und nordöstlich des Stadtteils Dettingen im sogenannten Stadtwald aus dem Abfluss des Steigbrunnens. Am Oberlauf in seinem tief eingeschnittenen, bewaldeten Kerbtal Funkenbach genannt, fließt er zunächst in westlicher Richtung, Tal und Bach wenden sich aber nach einem halben Kilometer an einem kurzen linken Hangzufluss vom Erlenrainbrunnen her nach Norden.
Er verlässt den Rammert beim Campingplatz im Gewann Lauberbühl und fließt ab dort durch eine offene Kulturlandschaft in nordöstlicher Richtung zum Spitalhof. Unterhalb des Spitalhofs wendet er sich wieder nach Norden, nimmt von rechts den Martinsbergbrunnen auf und fließt dann durch die Gewanne Galgenfeld und Hochgericht im Galgenfeld, die ehemalige Richtstätte der Stadt Rottenburg.
Der Galgengraben mündet kurz nach der Unterquerung der Landesstraße 370 und der Oberen Neckarbahn auf einer Höhe von 334 m ü. NHN von rechts und Süden in den Neckar. Der ca. 3,7 km lange Lauf des Galgengrabens endet etwa 178 Höhenmeter unterhalb seiner Quelle, er hat somit ein mittleres Sohlgefälle von etwa 48 ‰.

### Einzugsgebiet
Das Einzugsgebiet ist ca. 4,8 km² groß und liegt überwiegend im Naturraum Schönbuch und Glemswald in den Unterräumen Rammert und dann Tübinger Stufenrandbucht. Ein kleinerer Teil des Einzugsgebiets wird noch den Oberen Gäuen mit den Eyach-Gäuplatten zugeschlagen. Sein mit 555 m ü. NHN höchster Punkt liegt im Westen auf dem Rappenberg. Es grenzt im Süden an das Einzugsgebiet des Katzenbachs, der ober-, und im Osten an die Einzugsgebiete von Bühlertalbach und Rohrhaldenbach, die unterhalb in den Neckar münden. Im Norden grenzt das Einzugsgebiet des Neckars selbst an.

### Geologie
Der Galgengraben durchfließt die Formationen des mittleren und unteren Keupers. Seine Quelle liegt in der lokal auf der amtlichen geologischen Karte ungegliederten Steigerwald-/Mainhardt-Formation, unter der ein schmales Band des Schilfsandsteins der Stuttgart-Formation liegt. Nach Fläche bedeutsam sind insbesondere der Gipskeuper der Grabfeld-Formation, der den größten Teil des Einzugsgebiets bestimmt, und der Lettenkeuper der Erfurt-Formation, der zwischen Ehingen und Martinsberg ansteht.

## Naturschutz
Der Oberlauf des Galgengrabens durchfließt das Landschaftsschutzgebiet Rammert. Bis zum Spitalhof durchfließt der Bach zudem das FFH-Gebiet Rammert und bis zur Mündung des Martinsbergbrunnens das Vogelschutzgebiet Mittlerer Rammert.

### LUBW
Amtliche Online-Gewässerkarte mit passendem Ausschnitt und den hier benutzten Layern: Lauf und Einzugsgebiet des Galgengrabens

Allgemeiner Einstieg ohne Voreinstellungen und Layer: Daten- und Kartendienst der Landesanstalt für Umwelt Baden-Württemberg (LUBW) (Hinweise)
1. 1 2 3  Höhe ermittelt über WPS-Prozess (Geländehöhe).
2. ↑  Länge nach dem Layer Gewässernetz (AWGN).
3. ↑  Einzugsgebiet nach dem Layer Basiseinzugsgebiet (AWGN).

### Andere Belege
1. ↑  Modellierte Werte nach Abfluss-BW Gewässerknoten MQ/MNQ
2. ↑  Friedrich Huttenlocher: Geographische Landesaufnahme: Die naturräumlichen Einheiten auf Blatt 178 Sigmaringen. Bundesanstalt für Landeskunde, Bad Godesberg 1959. → Online-Karte (PDF; 4,3 MB)
3. ↑  Geologie nach den Layern zu Geologische Karte 1:50.000 auf: Mapserver des Landesamtes für Geologie, Rohstoffe und Bergbau (LGRB) (Hinweise)